# Melanostomias globulifer
Melanostomias globulifer är en fiskart som beskrevs av Fowler, 1934. Melanostomias globulifer ingår i släktet Melanostomias och familjen Stomiidae. Inga underarter finns listade i Catalogue of Life.